# 梅迪辛萊克 (明尼蘇達州)
梅迪辛萊克（英語：Medicine Lake）是一個位於美國明尼蘇達州亨內平縣的城市。

## 人口
根據2020年美國人口普查的數據，梅迪辛萊克的面積為0.96平方千米，當中陸地面積為0.45平方千米，而水域面積為0.51平方千米。當地共有人口337人，而人口密度為每平方千米351人。